# Funryu
Funryu (dosł. Wściekły, szalejący smok) – program rakietowy Japońskiej Cesarskiej Marynarki Wojennej z okresu II wojny światowej. W ramach programu opracowano cztery rakiety, z których żadna nie została użyta bojowo.

## Historia
Początki programu sięgają 1943, kiedy w Kaigun Gijutsu Kenkyujo (Instytut Technologiczny Marynarki) rozpoczęto pierwsze badania dotyczące możliwości zaprojektowania i budowy rakiet ziemia-powietrze i powietrze-ziemia. Uzyskane wyniki zostały zanalizowane przez trzy inne instytucje: Dai-Ichi Kaigun Kōkū Gijutsu-shō (Kūgishō, Pierwsza Zbrojownia Marynarki), Dai-Ni Kayaku-Sho (dosł. Drugie Biuro ds. Prochu Strzelniczego) i Kure Kaigun Kosho (Zbrojownia Marynarki w Kure) i na początku 1944 program został przekazany do dalszych prac rozwojowych w Kugisho.
W Kūgishō utworzono nową komórkę Funshin Kenkyu-Bu (Biuro Badań Rakietowych), w skład którego weszło 40 oficerów Marynarki (wszyscy z wykształceniem technicznym) oraz 200 techników i rysowników. Do końca wojny w Funshin Kenkyu-Bu opracowano cztery rakiety: jedną typu powietrze-ziemia (Funryu 1) i trzy typu ziemia-powietrze (Funryu 2, 3 i 4), żadna z rakiet nie została użyta bojowo.
Po zakończeniu wojny i kapitulacji Japonii wszystkie dokumenty techniczne, sprzęt i budynki Biura zostały zniszczone, aby nie dostały się w ręce aliantów.